# Tamdaopteron
Tamdaopteron is een geslacht van rechtvleugeligen uit de familie sabelsprinkhanen (Tettigoniidae). De wetenschappelijke naam van dit geslacht is voor het eerst geldig gepubliceerd in 2005 door Gorochov.

## Soorten
Het geslacht Tamdaopteron omvat de volgende soorten:
- Tamdaopteron major Gorochov, 2005
- Tamdaopteron minor Gorochov, 2005